# Wapen van Bangladesh
Het wapen van Bangladesh werd kort nadat Bangladesh in 1971 een onafhankelijke staat werd officieel aangenomen.
Gecentreerd staat een op het water drijvende waterlelie, aan twee kanten geflankeerd door rijsttakken. Boven de lelie staan vier vijfpuntige sterren en drie theebladeren. De waterlelie is de nationale bloem van Bangladesh en symboliseert de vele rivieren die het land doorkruisen. Rijst staat voor het voedsel en de landbouw van het land. De vier sterren symboliseren de vier principes die in de eerste grondwet werden opgenomen: nationalisme, secularisme, socialisme en democratie.